# Косенков Олександр Федорович
Олександр Федорович Косенков (3 березня 1915, село Вава, тепер Єльнінського району Смоленської області, Російська Федерація — ?) — український радянський діяч, шахтар, бригадир прохідників шахти № 2 «Золоте» тресту «Первомайськвугілля» Луганської області. Герой Соціалістичної Праці (26.04.1957). Депутат Верховної Ради УРСР 5-го скликання.

## Біографія
Народився у родині селянина-бідняка. У 1927 році закінчив початкову школу. Рано розпочав трудову діяльність. Працював у селянському господарстві батька, у місцевому колгоспі. У 1935—1938 роках служив у Червоній армії.
Після демобілізації поїхав у Донбас, на шахту «Золоте» Ворошиловградської області. Працював прохідником, гірничим робітником очисного вибою. У роки німецько-радянської війни перебував в евакуації, працював шахтарем у східних районах СРСР.
У 1943 році повернувся на колишнє місце праці. Відновлював зруйновані у війну шахти, показував високі зразки трудового героїзму. Довгий час працював бригадиром прохідників шахтоуправління № 2 «Золоте» тресту «Первомайськвугілля» Ворошиловградської (Луганської) області, постійно перевиконував планові завдання із видобутку вугілля.
Указом Президії Верховної Ради СРСР від 26 квітня 1957 року за видатні успіхи в розвитку вугільної промисловості Олександру Федоровичу Косенкову присвоєно звання Героя Соціалістичної Праці.
Член КПРС з 1960 року.
У 1975 році отримав персональну пенсію союзного значення, але продовжував працювати до 1987 року гірничим робітником шахти «Золоте» Первомайського району Луганської області.
Брав активну участь у роботі партійних, радянських і профспілкових органів. Обирався членом Первомайського міського комітету Комуністичної партії України, депутатом міської Ради народних депутатів міста Золоте Луганської області.

## Нагороди
- Герой Соціалістичної Праці (26.04.1957)
- орден Леніна (26.04.1957)
- медаль «За доблесну працю у Великій Вітчизняній війні 1941—1945 рр.»
- медаль «За доблесну працю. В ознаменування 100-річчя з дня народження Володимира Ілліча Леніна»
- медаль «Ветеран праці»
- знак «Шахтарська слава» ІІІ ст.